# 紛争フリーダイヤモンド
紛争フリーダイヤモンド(英語:Conflict-free diamonds)は、暴力、人権侵害、児童労働または環境破壊を通さずに取得したと、その起源を認証されたダイヤモンドのことを言う。

## 概要
紛争フリーダイヤモンドは、採掘・カット・研磨において、倫理的行動 (ethical practices) が実践されているかを文書で確認する、完全なCoC (chain of custody) 認証を通して個別に追跡される。 
紛争ダイヤモンドは、国連の定義では「合法的で、国際的に認められた政府に反対する軍や派閥が管理する地域を起源とするダイヤモンドで、それらの政府に反抗、または国連安保理の決定に反する軍事行動を財政的に支えているもの」とされている。国連は、この狭義の紛争ダイヤモンドに対処するキンバリー・プロセス (Kimberley Process Certification Scheme) の保証人となっている。この定義には、政府や政府軍が、ダイヤモンド取引を財務的に紛争解決に使用することについては含まれていない。
紛争フリーダイヤモンドは、国連の定義以上を対象とし、認可されたものか、反政府のものであるかに関わらず、すべての暴力、人権侵害に関係がない。 加えて、紛争フリーダイヤモンドは、環境的に責任のある方法で採掘されている。紛争フリーダイヤモンドは、起源となる鉱山やその国から独立して追跡しているとされている。ほとんどすべての紛争フリーダイヤモンドは、カナダを起源とし、カナダ・ダイヤモンド行動規範、カナダマークなど、独立した監査システムを通して証明している。